# Robin J. Stein
Robin J. Stein est un scénariste et producteur canadien.

## Filmographie

### Scénariste

#### PourLes Simpson
| Année | Titre           | Titre original              | Saison | Épisode | Réalisateur   |
| ----- | --------------- | --------------------------- | ------ | ------- | ------------- |
| 2004  | Tout un roman ! | Diatribe of a Mad Housewife | 15     | 10      | Mark Kirkland |

#### Autres
- 1990-1991 : Amen : 2 épisodes
- 1992-1993 : Harry et les Henderson : 4 épisodes
- 1995 : Fudge : 1 épisode
- 1996 : The Fantastic Voyages of Sinbad the Sailor : 1 épisode
- 1997-1998 : Notre belle famille : 19 épisodes
- 2000 : Mission Hill : 2 épisodes
- 2003 : Grand Galop : 1 épisode
- 2003-2004 : Rolie Polie Olie : 3 épisodes
- 2005-2006 : The Buzz on Maggie : 2 épisodes
- 2005-2008 : Miss Spider : 4 épisodes
- 2006 : Grossology : 1 épisode
- 2006 : The Very Good Adventures of Yam Roll in Happy Kingdom : 4 épisodes
- 2008 : Hannah Montana : 1 épisode
- 2008 : 6teen : 1 épisode
- 2009-2010 : The Dating Guy : 4 épisodes
- 2010 : Hot Wheels Battle Force 5 : 1 épisode
- 2011 : Mr. Young : 1 épisode
- 2011 : Rated A for Awesome : 3 épisodes
- 2012 : Mia and Me : 3 épisodes
- 2012-2013 : Barbie et sa Maison de rêve : 25 épisodes
- 2013 : Sabrina, l'apprentie sorcière : 1 épisode
- 2014 : Numb Chucks : 1 épisode
- 2017 : LoliRock : 12 épisodes
- 2017 : Space Ranger Roger : 2 épisodes
- 2017 : Oh Yuck! : 5 épisodes
- 2017-2018 : Kody Kapow : 14 épisodes
- 2018 : Polly Pocket : 1 épisode
- 2018 : Best. Worst. Weekend. Ever. : 2 épisodes
- 2018-2019 : Barbie Dreamhouse Adventures : 5 épisodes
- 2020 : Mighty Express : 1 épisode
- 2020 : La Pat' Patrouille : 3 épisodes

### Producteur
- 2003-2008 : Frontline : 3 épisodes
- 2018 : Best. Worst. Weekend. Ever. : 2 épisodes